# Henry Cantwell Wallace

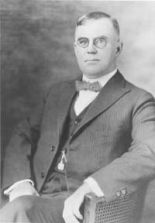
Henry Cantwell Wallace

Henry Cantwell Wallace (* 11. Mai 1866 in Rock Island, Illinois; † 25. Oktober 1924 in Washington, D.C.) war ein US-amerikanischer Hochschullehrer, Verleger sowie Landwirtschaftsminister der Vereinigten Staaten.

## Biografie
Nach dem Schulabschluss studierte er zunächst 1885 bis 1887 am Iowa State College of Agriculture and Mechanic Arts und erwarb dort 1892 einen Bachelor of Arts (B.A.). Später war er als Professor für Milchwissenschaft selbst am Iowa State College tätig. Daneben war er von 1916 bis 1921 Herausgeber und Verleger des Landwirtschaftsmagazins Wallaces' Farmer.
Am 5. März 1921 wurde Henry Cantwell Wallace von US-Präsident Warren G. Harding zum Landwirtschaftsminister der Vereinigten Staaten (US Secretary of Agriculture) in dessen Kabinett berufen. Dieses Amt bekleidete er nach dem Tod von Präsident Harding auch im Kabinett von dessen Nachfolger Calvin Coolidge bis zu seinem eigenen Tod am 25. Oktober 1924.
Sein Buch Our Debt and Duty to the Farmers erschien posthum im Jahr 1925.
Sein Sohn Henry Agard Wallace war nicht nur ebenfalls Landwirtschaftsminister, sondern auch Vizepräsident und danach Handelsminister der Vereinigten Staaten.